# ادوارد وست‌مینستر

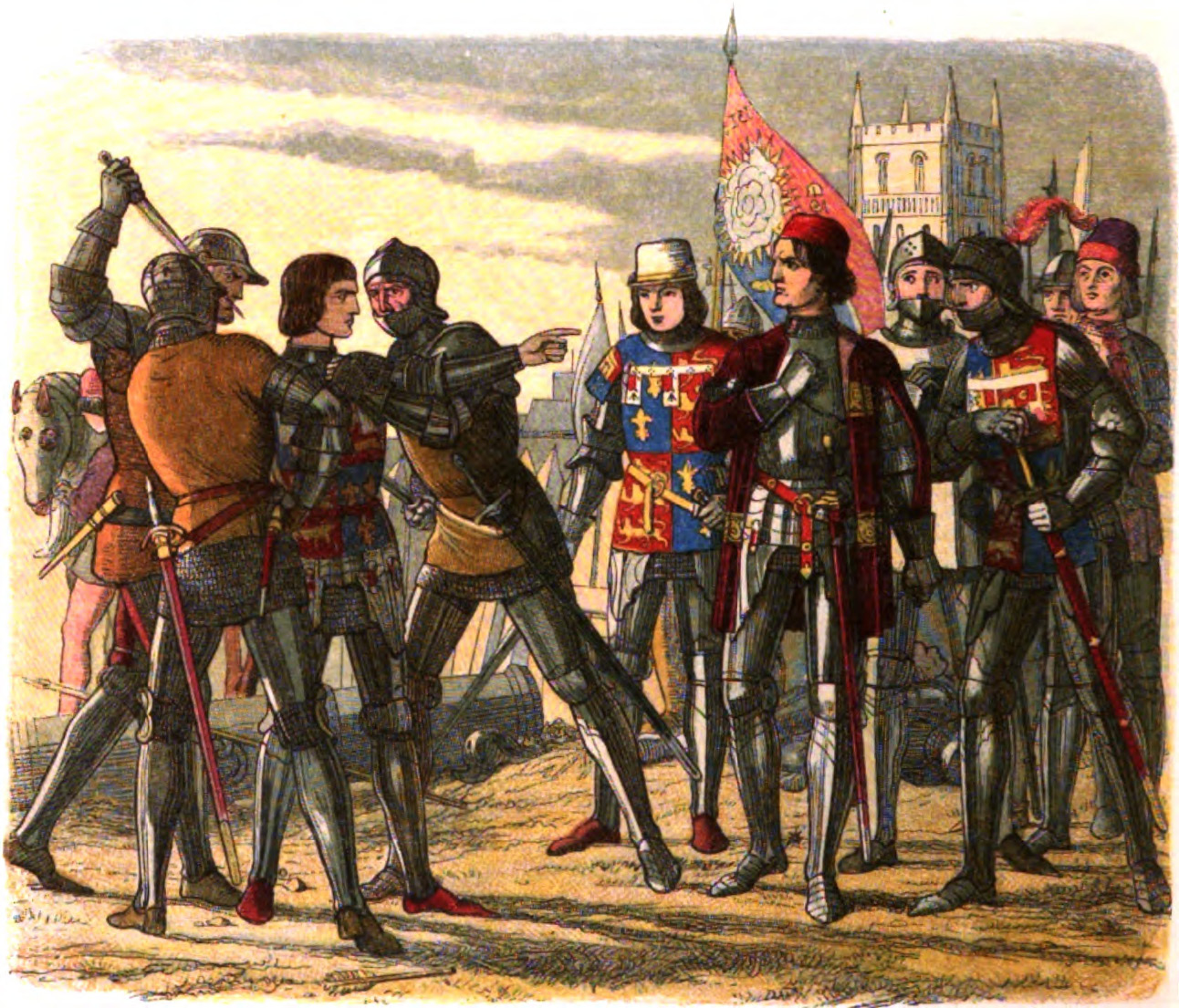
دستگیری ادوارد وست‌مینستر در نبرد تیوکزبری

ادوارد وست‌مینستر (به انگلیسی: Edward of Westminster) (زادهٔ ۱۳ اکتبر ۱۴۵۳ در لندن – درگذشتهٔ ۴ مه ۱۴۷۱ در نبرد تیوکزبری) معروف به ادوارد لنکستر (از خاندان لنکستر)، تنها پسر شاه هنری ششم، پادشاه انگلستان و مارگارت آنژو بود. ادوارد شاهزادهٔ ولز و وارث تاج و تخت انگلستان بود اما در نبرد تویکس‌بری از سری جنگ‌های گل‌ها کشته یا بنا بر روایاتی اعدام شد. او تنها ولیعهد انگلیسی است که در جنگ کشته شده است.

## زندگینامه

### سال‌های آغازین
ادوارد در کاخ وست‌مینستر در لندن در ۱۴۵۳ زاده شد. او تنها پسر هنری ششم از معشوقه‌اش مارگارت آنژو بود. هنری در این زمان با ریچارد یورک، سومین دوک یورک و مدعی تاج و تخت انگلستان درگیر بود و با توجه به بیماری روانی هنری، پس از تولد ادوارد چنین شایع شد که او نتیجهٔ رابطهٔ مادرش با یکی از طرفداران وفادارش، ادموند بوفورت، دومین دوک سامرست یا جیمز باتلر، پنجمین ارل اورموند بوده‌است. با این وجود مدرک محکمی برای درستی این ادعا وجود ندارد.

### جنگ بر سر تاج و تخت انگلستان
ادوارد در ۱۴۵۴ و در قلعه ویندسور به شاهزادگی ولز رسید. در ۱۴۶۰ هنری ششم در نبرد نبرد نورت‌همپتون توسط طرفداران دوک یورک اسیر و به لندن برده شد. پس از آن ریچارد، پارلمان را تشویق به گذراندن قانونی نمود که بر طبق آن ادوارد از جانشینی هنری خلع و یورک یا وارثانش پس از مرگ هنری به پادشاهی می‌رسیدند. هم‌زمان مارگارت که همراه با ادوارد ۷ ساله گریخته بود توانست قانون‌شکنان و غارتگران را برای حمایت از فرزندش به‌عنوان تنها وارث قانونی تاج و تخت بشوراند نماید. آن‌ها توانستند خود را به اسکاتلند برسانند و مارگارت در آنجا توانست حامیانی برای خود دست‌وپا کند. همزمان دشمنان دوک یورک نیز در شمال انگلستان گرد هم آمده بودند.
پس از کشته‌شدن یورک در نبرد ویکفیلد، ارتش بزرگی که مارگارت جمع کرده بود رهسپار جنوب شد. آن‌ها ارتش ریچارد نویل، شانزدهمین ارل واریک و یکی از حامیان اصلی دوک یورک را در دومین نبرد سنت آلبنز شکست دادند. پس از نجات هنری ششم که به میدان نبرد آورده شده و پس از شکست وارویک به حال خود رها شده بود، مارگارت که ارتشی از یاغیان را هدایت می‌کرد از بازگشت به لندن سرباز زد و دستور به عقب‌نشینی داد. این ارتش چند هفتهٔ بعد در نبرد تاوتون تار و مار شد و مارگارت و ادوارد پس از دستگیری دوبارهٔ هنری ششم بار دیگر به اسکاتلند گریختند.

### تبعید در فرانسه
مارگارت تا سه سال شورش‌هایی را در شهرهای شمالی انگلستان ترتیب می‌داد اما در نهایت مجبور به فرار به فرانسه شد و همراه با ادوارد درآنجا، دربار در تبعید را تشکیل داد. چند سال بعد، لوئی یازدهم در صدد آغاز جنگی علیه بورگوندی‌ها، از متحدان ادوارد چهارم، پادشاه جدید انگلستان از خاندان یورک بود و چنین اندیشید که اگر با خاندان لنکستر متحد شود و آنان را به قدرت بازگرداند، آن‌ها نیز در مقابل او را برای فتح بورگوندی یاری خواهند رساند. با این فکر لوئی، ادوارد وست‌مینستر جوان را پدرخواندهٔ پسرش شارل هشتم نمود و در ۱۴۷۰، ترتیب ازدواج او را با آن نویل، کوچکترین دختر ریچارد نویل که اینک با مارگارت متحد شده بود را داد.

### نبردهای بارنت و تیوکسبری
وارویک به انگلستان بازگشت و توانست ادوارد چهارم را شکست دهد و یاریگر او در این کار، برادر کوچکتر ادوارد یعنی دوکِ کلارنس بود. ادوارد و دیگر برادرش دوک گلوستر به بورگوندی گریختند و وارویک بار دیگر هنری ششم را بر تخت نشاند. پس از آن در اوایل ۱۴۷۱، مارگارت همراه با پسر و عروسش به انگلستان بازگشت اما چندی نگذشت که نبرد بارنت درگرفت. در این نبرد دوک کلارنس علی‌رغم خیانت پیشین خود به برادرانش ادوارد چهارم و ریچارد، دوک گلوستر پیوست. وارویک در این نبرد از آن‌ها شکست خورد و کشته شد. مارگارت و شاهزادهٔ بی‌تجربه‌اش ادوارد که عملاً دیگر امیدی برای در دست گرفتن قدرت نداشتند باقی‌ماندهٔ نیروهای خود را آمادهٔ رویارویی با یورک‌ها نمودند و نبرد تویکس‌بری آغاز شد، اما نتیجهٔ آن شکست و مرگ ادوارد ۱۷ ساله در ۴ مهٔ ۱۴۷۱ بود.
جسد ادوارد را در صومعهٔ تیوکسبری به خاک سپردند و بیوه‌اش آن نویل با دوک گلوستر که بعدها در سال ۱۴۸۳ با عنوان ریچارد سوم بر تخت پادشاهی نشست ازدواج کرد.
در عین حال روایت دیگری نیز از مرگ ادوارد وجود دارد بدین مضمون که کمی پس از تار و مار شدن لنکسترها در تیوکسبری، گروهی از افراد تحت فرمان دوک کلارنس، ادوارد را که سخت غمگین بود در کنار بیشه‌ای یافته و علی‌رغم التماس‌های شاهزادهٔ جوان او را فوراً گردن زدند. پل موری کندال ، زندگینامه‌نویس ریچارد سوم این روایت از مرگ ادوارد وست‌مینستر را درست می‌داند.
روایت سومی نیز به نقل از منابعی تئودوری وجود دارد که می‌گوید ادوارد که از این نبرد جان سالم به در برده بود دستگیر و پیش ادوارد چهارم برده شد. پادشاه پیروز که جرج، دوک کلارنس، ریچارد، دوک گلوستر و ویلیام، لرد هیستینگز نیز در کنارش بودند از ادوارد می‌پرسد که چرا علیه او وارد جنگ شده‌است؟ ادوارد پاسخ می‌دهد که برای بازگرداندن میراث پدرم آمده‌ام. با این پاسخ ادوارد چهارم با دستی که دستکش آهنی در بر دارد بر صورت شاهزادهٔ جوان سیلی زده و پس از آن همراهان او ادوارد وست‌مینستر را با شمشیرهایشان می‌کُشند. الیسون ویر ، تاریخ‌نگار معاصر این روایت را درست می‌داند.